# BPR (motorfiets)
BPR is een historisch Zwitsers merk van motorfietsen.
De bedrijfsnaam was: Buratti, Ponti et Roch, Acacias, Genf.
Zwitserse firma die werd opgericht door vroegere werknemers van Moto-Rêve en Motosacoche. Er werden vanaf 1929 347- en 497cc-eencilinder zij- en kopkleppers geproduceerd met MAG-inbouwmotoren. Ook in Frankrijk had BPR een fabriek. De productie eindigde in 1932.